# Ministerio de Cultura (Perú)
El Ministerio de Cultura es el órgano del Poder Ejecutivo del Perú encargado del sector de cultura y es el ente rector en materia de pueblos indígenas u originarios, incluyendo los pueblos indígenas en aislamiento y contacto inicial (PIACI). El ministerio es un organismo con personería jurídica de derecho público y constituye un pliego presupuestal del Estado Peruano.
Según la Ley N° 29565 del año 2010, Ley de Creación del Ministerio de Cultura, el sector cultura comprende al Ministerio, las entidades a su cargo, las organizaciones públicas de nivel nacional y otros niveles de gobierno que realizan actividades vinculadas a su ámbito de competencia, incluyendo a las personas naturales o jurídicas que realizan actividades referidas al sector cultura. Así mismo, señala que el sector cultura considera en su desenvolvimiento a todas las manifestaciones culturales del país que reflejan la diversidad pluricultural y multiétnica.

## Historia

### Antecedentes

#### Casa de la cultura e Instituto Nacional de Cultura
En 1962, durante el gobierno de Ricardo Pérez Godoy, fue creada la Casa de la Cultura del Perú, con sede (desde 1963) en la Casa de Pilatos en Lima, de acuerdo con el Decreto Supremo N° 48. Posteriormente en 1963, Lindley ejecuta la creación de la antigua Comisión Nacional de Cultura. Según la ley el encargado de la Casa de la Cultura del Perú tenía que dirigir la comisión y encargarse de los asuntos y decisiones de la misma. En 1965, se disuelve la C.N.C y se crea el Sistema Nacional de Fomento de la Cultura que absorbió toda institución cultural del Estado.
La Casa de la Cultura del Perú, como institución, fue disuelta por el 9 de marzo de 1971, y se crea el Instituto Nacional de Cultura durante el Gobierno Revolucionario de la Fuerza Armada.
Inicialmente el Instituto Nacional de Cultura fue un organismo público descentralizado del Ministerio de educación, no obstante, a mediados del 2002 fue integrado al Poder Ejecutivo.
La primera sede del Instituto Nacional de Cultura continuó siendo la Casa de la Cultura de Lima, hasta que en 1996 se instaló la sede limeña del Tribunal Constitucional, y por eso se tuvieron que trasladar a la sede de San Borja (al lado del Museo de la Nación), donde continuó funcionando el INC y el Ministerio de Cultura tiene sede en la actualidad.
En 1998, el ministro Domingo Palermo anunció que el Instituto Nacional de Cultura pasaría a denominarse Instituto Nacional de Patrimonio Cultural junto con la creación de un nuevo ministerio, pero nunca se materializó. En su lugar, el Instituto Nacional de Cultura permaneció hasta su disolución en octubre de 2010, tres meses después de crearse el Ministerio de Cultura y de dejar de depender de él.

#### Fundación de la Comisión Nacional de Cultura
En 2001, el Gobierno de Alejandro Toledo creó la Comisión Nacional de Cultura, presidida por el artista y activista social Víctor Delfín. Dicha comisión tuvo como encargo la preparación de los Lineamientos de Política Cultural. Estos lineamientos señalaban la necesidad de la creación del Ministerio de Cultura; sin embargo, pese a los reiterados ofrecimientos públicos durante su mandato, Toledo no formalizó legalmente su creación. La comisión fue desactivada en 2003.

### Creación
Durante el segundo gobierno de Alan García, se generaron varios proyectos de Ley en el Congreso de la República con el fin de crear el Ministerio de Cultura. El punto de discusión se enfocaba en la incorporación de las organizaciones existentes, pues mientras que la propuesta de la Comisión que presidió Delfín buscaba la consolidación de las instituciones ligadas con la ciencia y la cultura (Concytec, Instituto Nacional de Cultura, Biblioteca Nacional, entre otras), en el Congreso se buscaba adicionalmente la incorporación de las organizaciones relacionadas con los derechos de las comunidades andinas y amazónicas.  Finalmente, fue esta última propuesta, sin argumento técnico que la sostenga, la que fue aprobada por el Congreso con el apoyo de la bancada Nacionalista.
El ministerio fue creado en 2010, mediante la Ley N° 29565, la cual se envía a publicar y cumplir el 21 de julio de 2010. Su función es la de ser rector del sector cultural, con la tarea de diseñar, establecer, ejecutar y supervisar la política nacional y del sectorial cultural mediante dos vice-ministerios: Interculturalidad y Patrimonio Cultural e Industrias Culturales. El 4 de septiembre, el antropólogo Juan Ossio Acuña juró como el primer ministro de Cultura en la historia peruana.

### Propuestas de reforma
El 12 de junio de 2020, el congresista de Acción Popular, Jorge Vásquez, presentó un PL sugiriendo que la sede de dicho Ministerio fuese trasladado al Departamento del Cusco, capital histórica del Tahuantinsuyo. Sin embargo en la investidura presidencial de Pedro Castillo se propuso que el Ministerio de Cultura cambiase de nombre al de Ministerio de las Culturas «dentro de una reestructuración para interculturalizar el Estado» y su sede del Edificio del Museo de la Nación sería Palacio de Gobierno.

## Estructura orgánica y alta dirección
La alta dirección del Ministerio de Cultura está conformada por:
- Ministra de Cultura
- Viceministro de Patrimonio Cultural e Industrias Culturales
- Viceministro de Interculturalidad
- Secretario general
- Procurador público

La alta dirección del MINCUL cuenta con un gabinete de asesoramiento especializado para la conducción estratégica de las políticas a su cargo y para la coordinación con el Congreso de la República del Perú
El Viceministerio de Patrimonio Cultural e Industrias Culturales es la instancia inmediata al ministro en asuntos de Patrimonio Cultural e Industrias Culturales, que comprende, además, los patrimonios arqueológicos y monumentales y el fomento cultual. Es nombrado mediante resolución suprema y cuenta con las siguientes áreas técnicas:
- Dirección General de Patrimonio Cultural
- Dirección General de Patrimonio Arqueológico Inmueble
- Dirección General de Museos
- Dirección General de Industrias Culturales y Artes
- Dirección General de Defensa del Patrimonio Cultural
- Dirección del Audiovisual, la Fonografía y los Nuevos Medios (DAFO)

El Viceministerio de Interculturalidad es la autoridad inmediata al ministro en asuntos de Interculturalidad e Inclusión de las Poblaciones Originarias. Es nombrado por resolución suprema y cuenta con las siguientes áreas técnicas:
- Dirección General de Ciudadanía Intercultural
- Dirección General de Derechos de los Pueblos Indígenas

## Órganos adscritos al Ministerio
Los principales organismos adscritos al Ministerio de Cultura del Perú son los siguientes:
- Biblioteca Nacional del Perú (BNP)
- Archivo General de la Nación (AGN)
- Instituto Nacional de Radio y Televisión (IRTP)
- Academia Mayor de la Lengua Quechua (organismo no implementado[8][9][10])[11]
- Instituto Nacional de Desarrollo de los Pueblos Andinos, Amazónicos y Afroperuano (Indepa)
- Proyecto Especial Bicentenario (PEB)
- Instituto Nacional de Cultura - INC (dependió del ministerio por poco tiempo hasta su disolución total en octubre del 2010).

## Direcciones Regionales de Cultura
En cada una de las 25 regiones del Perú (incluyendo la Provincia Constitucional del Callao) existe la correspondiente Dirección Desconcentrada de Cultura (DDC) (DS 005-2013-MC), la cual es encargada dentro de su ámbito territorial, de actuar en representación y por delegación del Ministerio de Cultura. 
Estos órganos ejecutan las políticas, lineamientos técnicos, directivas establecidas por la Alta Dirección y los órganos de línea del Ministerio, en concordancia con la política del Estado y con los planes sectoriales y regionales en materia de cultura.
La Dirección Desconcentrada de Cultura de Cusco, posee un régimen especial por ser también una Unidad Ejecutora adscrita al pliego Ministerio de Cultura, por lo que cuenta con autonomía económica y disposición de recursos directamente recaudados por los conceptos de ingresos y boletajes a los principales sitios arqueológicos del Cusco.

## Políticas culturales públicas

### Política Nacional de Cultura al 2030
A mediados del 2020, el Ministerio de Cultura del Perú presentó la Política Nacional de Cultura al 2030, la cual propone objetivos, lineamientos e intervenciones en materia cultural.  Esta política considera como problema público el limitado ejercicio de los derechos culturales por parte de la ciudadanía y es  un instrumento de obligatorio cumplimiento para todos los niveles de gobierno.

### Política Nacional para la Transversalización del Enfoque Intercultural
La Política Nacional para la Transversalización del Enfoque Intercultural (PNTEI) es una política cultural nacional vigente del estado peruano. Fue aprobada por la presidencia de la república, en ese entonces a cargo de Ollanta Humala Tasso, el 27 de octubre de 2015 a través del Decreto Supremo n.º 003-2015-MC del Ministerio de Cultura. Tiene como objetivo «orientar, articular y establecer los mecanismos de acción del Estado para garantizar el ejercicio de los derechos de la población culturalmente diversa del país, particularmente de los pueblos indígenas y la población afroperuana». En el artículo 3 del D. S. n.° 003-2015 MV se establece que la política es de aplicación obligatoria para todos los sectores e instituciones del Estado y sus diferentes niveles de gobierno (regional, provincial y distrital).
El Viceministerio de Interculturalidad se encarga de la coordinación, implementación y monitoreo de esta política pública, como también de la promoción de alianzas estratégicas para intervenciones conjuntas con instituciones públicas y privadas para lograr sus objetivos.

### Política Nacional de Pueblos Indígenas y Originarios
La denominada Política Nacional de Pueblos Indígenas y Originarios (PNPI) es un conjunto de legislaciones que se creó con el conflicto del Bagüazo, resaltando la vulneración de los derechos de los pueblos indígenas y originarios. Este hecho ocurre en el año 2009 donde se conformó el Grupo Nacional de Coordinación para el Desarrollo de los Pueblos Amazónicos; así mismo, mediante el Decreto Supremo N° 117-2009-PCM. La Mesa de Trabajo N°4, constituida en dicho marco, concluyó con la “Propuesta Nacional de Desarrollo Amazónico” que tuvo como participación a los representantes de las poblaciones indígenas y originarias, también estuvieron los representantes del Estado Peruano. En este mismo marco se estableció la creación de un Viceministerio de Interculturalidad con la finalidad y el compromiso de optimizar la agenda legislativa en los derechos colectivos de los pueblos indígenas.
Esta política tiene como objetivo enfrentar las principales problemáticas que son afectan el ejercicio de los derechos colectivos de los pueblos indígenas donde el Ministerio de Cultura identifica los ejes explicativos y causas directas, formulando siete objetivos prioritarios.
En las encuestas realizadas muchas personas se identifican con pueblos originarios, el Ministerio de Cultura realizó talleres para la contribución a la Política Nacionales de Pueblos Indígenas.

Con el propósito de resolver el limitado ejercicio de los derechos colectivos de los casi 6 millones de peruanas y peruanos que se autoidentifican como parte de un pueblo indígena u originario, el Ministerio de Cultura lideró 4 talleres macrorregionales donde 320 representantes —de las bases pertenecientes a las ocho organizaciones indígenas nacionales— dialogaron y brindar sus aportes en base a la propuesta de la Política Nacional de Pueblos Indígenas (PNPI).

## Áreas programáticas de acción
Las áreas programáticas de acción sobre las cuales el Ministerio de Cultura ejerce sus competencias, funciones y atribuciones para el logro de los objetivos y metas del Estado son las siguientes:
- Patrimonio Cultural de la Nación, material e inmaterial.
- Creación cultural contemporánea y artes vivas.
- Gestión Cultural e Industrias Culturales.
- Pluralidad étnica y cultural de la Nación.

## Escuelas de Arte
El primer Decreto Supremo dictado por el Ministerio de Cultura dispuso la fusión por absorción de la Escuela Nacional Superior de Ballet, Escuela Nacional de Arte Dramático, Escuela Nacional de Folcklore José María Arguedas, Escuela Nacional de Bellas Artes y Conservatorio Nacional de Música (actual Universidad Nacional de Música). La medida fue interpretada por algunas personas dentro de estas Escuelas como la desaparición de la personería jurídica de estas instituciones y la apropiación de todo su patrimonio. Pese a que en otros países la Escuelas de Arte operan dentro de los Ministerios de Cultura, el Decreto Supremo que las incorporaba no tomó en cuenta ningún criterio técnico. Por tal razón, las escuelas censuraron el decreto y reclamaron su derogatoria. Días después, el Ministerio de Cultura modificó los artículos que declaraban la extinción jurídica de estas entidades para volver a ser parte del Ministerio de Educación.

## Premios otorgados por el Ministerio
La iniciativa realizó varios concursos luego de su creación.

### Premio Nacional de Cultura
Originalmente creados en 1942, han tenido poca continuidad y una reducción significativa de las categorías.   

### Medalla de Honor de la Cultura Peruana
Fue creada en 2003 por Resolución directoral 594/INC.

### Personalidad Meritoria de la Cultura
Se otorga este reconocimiento desde 2011 a personas que han contribuido a la preservación y difusión de la cultura peruana.

### Premio Nacional de Literatura
Otorgado por primera vez en 2017 e institucionalizado en 2022, este premio es un reconocimiento honorífico y económico a las mejores obras literarias publicadas en los dos últimos años divididas en tres categorías.

## Cultura24
En 2015, se estrena la plataforma de televisión en línea Cultura24. Este ofrece material audiovisual, inicialmente de 500 horas, de producciones originales y emitidas desde el Gran Teatro Nacional. Este es uno de los medios de difusión cultural, al igual que TV Perú y Radio Nacional.
En 2020, parte de sus obras están disponibles en VOD vía GTN en vivo.